# 309.ª División de Artillería Z.b.V.
El 309º División de Artillería (Artillerie-Division Z.b.V. 309) unidad militar del Heer durante la Segunda Guerra Mundial.

## Historia
Formado en enero de 1944 en París por el Comando del Ejército Oeste. La división fue cerrada y se utiliza sólo en raras ocasiones informó el Comando del Ejército Oeste.
La creación de esta división es cuestionable.

## Orden de Batalla
- 761.º Regimiento de Artillería
  - 985.º Batallón de Artillería
    - 1151.ª Batería
    - 659.ª Batería
    - 460.ª Batería
- 621.º Regimiento de Artillería
  - 456.º Batallón de Artillería
    - 660.ª Batería
    - 457.ª Batería
    - 456.ª Batería
- 101.º Regimiento de Mortero
- 33.º Batallón de Observación Ligera